# Ein Sommernachtstraum
Ein Sommernachtstraum è un'opera lirica del compositore bavarese Carl Orff, scritta nel 1952 e riadattata nel 1962 dallo stesso autore.